# Prince of Persia (1989)
 Prince of Persia (укр. Принц Персії) — культова комп'ютерна гра, створена Джорданом Мехнером (Jordan Mechner), що дала початок серії ігор Prince of Persia.
З появою Prince of Persia: The Sands of Time гра з комерційного ПЗ переведена в abandonware.

## Оригінальна версія гри
Гра була випущена у 1989 році Brøderbund для Apple II. Пізніше портована на безліч інших платформ, включаючи Amiga, Apple Macintosh, DOS, NES, Game Boy, Game Gear, SNES і Sega Genesis. Являє собою двовимірний платформер, що поєднує стрибки і біг по підземеллях з боями на мечах. Мала передову для свого часу графіку завдяки технології ротоскопіювання; автор гри провів багато годин за вивченням відеозапису рухів свого брата, Девіда Мехнера, для того, щоб рухи героя були реалістичними.
Як можна зрозуміти з назви, дія гри відбувається в Персії. Султан знаходиться на війні, і під час його відсутності злий візир Джаффар намагається захопити трон. Джаффар схопив принцесу і дав їй годину на роздуми: стати його дружиною або померти. Але принцеса кохає головного героя (принца); він має втекти із в'язниці і врятувати її до того, як мине година.
Гра відбувається у реальному часі. Якщо принц гине, гра повертається у початок поточного рівня, але час, витрачений на невдалу спробу, не повертається. Кількість спроб не обмежена, і гравець програє тільки у випадку, якщо не вкладеться в ліміт часу.
Падіння з невеликої висоти і удари мечем під час бою зменшують очки здоров'я принца, у той час як падіння з великої висоти і удари мечем, коли принц беззбройний, призводять до негайної смерті. Принц може відновлювати сили, випивши знайдені зілля з червоним димком. Є й потужніші зілля, які не тільки відразу відновлюють всі сили, але й дають додаткові. Їх дуже мало (по одній ємності на рівень, і то не на кожний), як правило, їх знаходження пов'язане з відхиленнями від основного маршруту і досить серйозними небезпеками. Небезпеки являють собою пастки, наприклад, ножі, що висовуються із землі або гільйотини в коридорах. Також важливі ділянки лабіринтів охороняють вартові. Під час проходження гри кілька разів зустрічаються ситуації, в яких потрібно змінити звичайну тактику бою або виконати незвичайні дії, наприклад, стрибнути в те, що здається прірвою, або не боротися з супротивником. 
На останньому рівні принц бореться з самим Джаффаром і, в разі перемоги, кидається в обійми принцеси.

## Портовані версії
Після випуску для Apple II в 1989, гра була портована на кілька інших платформ. Через рік були випущені порти на інші персональні комп'ютери — Amiga, Atari ST і IBM PC-сумісні. У 1992 р., коли ринок домашніх ігрових приставок почав стрімко зростати, були випущені версії для Sega Master System, Sega Mega-CD, NES, Game Boy і SNES. У тому ж році з'явилася версія для Apple Macintosh, з покращеною графікою. Потім, у 1993 році вийшла версія для Sega Mega Drive. Через шість років, у 1999, з'явився порт для Game Boy Color. Java-версія для мобільних пристроїв вийшла на початку 2000-х. Також випущена демонстраційна Flash-версія.
У 1994 році вийшла неофіційна версія для ZX Spectrum-сумісного комп'ютера ATM Turbo, створена російським програмістом (Honey Soft, Москва). Ця версія використовувала EGA-подібний відеорежим ATM Turbo, і не могла працювати на звичайному ZX Spectrum. Неофіційна версія для самого ZX Spectrum випущена в 1996 році, вона була розроблена іншим російським програмістом (Nikodim). Щиро кажучи, ці версії є ремейками, а не портами — сирцевий код був недоступним.
У 2007 році Ubisoft випустила ремейк класичної версії Prince of Persia для платформи Xbox 360. Версія для PS3 була випущена у 2008 році.
У 2012 вийшли версії для IOS та Android.

## Сіквели
Офіційні продовження: 
- Prince of Persia 2: The Shadow and The Flame — Випущена в 1993 році Brøderbund Software для Apple Macintosh, PC і NES.
- Prince of Persia 3D — Розроблена Red Orb Entertainment і видана The Learning Company в 1999 році для Windows і Dreamcast
- Prince of Persia: The Sands of Time — Ubisoft, 4 листопада 2003 р.
- Prince of Persia: Warrior Within — Ubisoft, 2 грудня 2004 р.
- Prince of Persia: The Two Thrones — Ubisoft, 1 грудня 2005 р.
- Prince of Persia: Revelations — Ubisoft, Sony PSP, 6 грудня 2005 р.
- Battles of Prince of Persia — Ubisoft, Nintendo DS, 7 грудня 2005 р.
- Prince of Persia: Rival Swords — Ubisoft, PSP, 2007 р.
- Prince of Persia (рестарт серії з повною зміною концепції) — Ubisoft, 2 грудня 2008 р .
- Prince of Persia: The Fallen King — Ubisoft, Nintendo DS, 2 грудня 2008 р.
- Prince of Persia: The Forgotten Sands — Ubisoft, PC, Xbox 360, PS3, Wii, PSP, Nintendo DS, травень 2010 р.

Крім офіційних продовжень, існують неофіційні модифікації: 
- 4D Prince of Persia, випущена в лютому 1994 року К. А. Теребіловим. Вирізняється ускладненими рівнями, при проходженні деяких з них з може відбуватися аварійне завершення програми.
- Super Prince of Persia 1995 року від Computer Pirates Studio. Вирізняється дуже складним геймплеєм і масштабною переробкою рівнів [6]

## Цікаві факти
- На комп'ютері з процесором Intel 80286 гра триває більше години (близько 80 хвилин).
- Крім великої кількості «безликих» вартових, у грі є четверо унікальних:
  - Скелет наприкінці 3 рівня, який не зазнає пошкоджень від ударів меча;
  - Умілий воїн в середині 6 рівня;
  - Воїн на початку 8 рівня зі швидкісною реакцією, який сам не рветься у бій, а віддає перевагу оборонній тактиці;
  - Сам Джаффар наприкінці 12 рівня.
- У версії для NES немає унікальних вартових (можна вбити навіть скелета, як звичайного вартового). Натомість гра штучно ускладнена: у деяких місцях неможливо спуститися з уступу.
- Рекорд з проходження Prince of Persia для PC — 14:17[7]. Для проходження в цьому випадку використовувалися не тільки штатні хитрощі (використання секретних шляхів, ухилення від битв), а й баги (проходження через ґрати або стіни в результаті помилок у програмі).
- За задумом Мехнера, Sands of Time мала стати продовженням Prince of Persia. Але Ubisoft стверджує, що Принц з Sands of Time ніяк не пов'язаний з оригінальним Принцом. Єдиний часовий зв'язок — у Sands of Time дія відбувається раніше, ніж у Prince of Persia.
- Перший рівень можна пройти за 1 хвилину.
- Перший рівень можливо пройти не підбираючи меч, якщо виманити охоронця і обійти його по колу. На другому рівні меч у героя з'явиться автоматично.